# Madagaszkár zászlaja
Madagaszkár zászlaját 1958. október 21-én vonták fel először, a Francia Közösségen belüli autonómia megszerzésekor, két évvel a függetlenné válás előtt.
A zászló egy vörös és egy zöld vízszintes, valamint a rúdnál egy függőleges fehér sávból áll. A vörös és a fehér a korábban uralkodott monarchia színei, a zöld pedig a betelepült part menti népeket jelképezi. A színek szimbolikus jelentéssel is rendelkeznek: a fehér az eszmék tisztaságát, a vörös a függetlenséget, a zöld a reményt és a boldog jövőt jelképezi. A zászló oldalainak aránya 2:3.